# Tectaria chinensis
Tectaria chinensis är en ormbunkeart som först beskrevs av Ren-Chang Ching och Chu H.Wang, och fick sitt nu gällande namn av Maarten J.M. Christenhusz. Tectaria chinensis ingår i släktet Tectaria och familjen Tectariaceae. Inga underarter finns listade.